# 41-я отдельная разведывательная авиационная эскадрилья ВВС Балтийского флота
41-я отдельная разведывательная авиационная эскадрилья ВВС Балтийского флота, она же 41-я отдельная авиационная эскадрилья ВВС Балтийского флота —  воинское подразделение вооружённых сил  СССР в Великой Отечественной войне.

## История
Сформирована до 1939 года. Принимала активное участие в Зимней войне, прикрывая Ладожскую военную флотилию, базируясь в Новой Ладоге восемью (позднее тринадцатью) МБР-2.
На вооружении эскадрильи к началу войны состояли самолёты МБР-2, базировалось подразделение на озере Киш близ Риги
В составе действующей армии во время ВОВ c 22 июня 1941 по 15 ноября 1942 года.
C началом войны эскадрилья участвует в боевых действиях, действует с озера Киш вплоть до 30 июня 1941 года по наступающим на Ригу войскам противника, затем перелетела в район Ораниенбаума, действовала над Финским заливом.
В сентябре 1941 года вошла в состав 15-го разведывательного авиационного полка ВВС Балтийского флота и вела боевые действия в составе полка до расформирования эскадрильи.
Расформирована 15 ноября 1942 года.

## Полное наименование
41-я отдельная разведывательная авиационная эскадрилья ВВС Балтийского флота

## Подчинение
| Дата            | Флот            | Армия | Корпус | Полк                                        | Примечания |
| --------------- | --------------- | ----- | ------ | ------------------------------------------- | ---------- |
| 22.06.1941 года | Балтийский флот | -     | -      | -                                           | -          |
| 01.07.1941 года | Балтийский флот | -     | -      | -                                           | -          |
| 10.07.1941 года | Балтийский флот | -     | -      | -                                           | -          |
| 01.08.1941 года | Балтийский флот | -     | -      | -                                           | -          |
| 01.09.1941 года | Балтийский флот | -     | -      | -                                           | -          |
| 01.10.1941 года | Балтийский флот | -     | -      | 15-й авиационный полк ВВС Балтийского флота | -          |
| 01.11.1941 года | Балтийский флот | -     | -      | 15-й авиационный полк ВВС Балтийского флота | -          |
| 01.12.1941 года | Балтийский флот | -     | -      | 15-й авиационный полк ВВС Балтийского флота | -          |
| 01.01.1942 года | Балтийский флот | -     | -      | 15-й авиационный полк ВВС Балтийского флота | -          |
| 01.02.1942 года | Балтийский флот | -     | -      | 15-й авиационный полк ВВС Балтийского флота | -          |
| 01.03.1942 года | Балтийский флот | -     | -      | 15-й авиационный полк ВВС Балтийского флота | -          |
| 01.04.1942 года | Балтийский флот | -     | -      | 15-й авиационный полк ВВС Балтийского флота | -          |
| 01.05.1942 года | Балтийский флот | -     | -      | 15-й авиационный полк ВВС Балтийского флота | -          |
| 01.06.1942 года | Балтийский флот | -     | -      | 15-й авиационный полк ВВС Балтийского флота | -          |
| 01.07.1942 года | Балтийский флот | -     | -      | 15-й авиационный полк ВВС Балтийского флота | -          |
| 01.08.1942 года | Балтийский флот | -     | -      | 15-й авиационный полк ВВС Балтийского флота | -          |
| 01.09.1942 года | Балтийский флот | -     | -      | 15-й авиационный полк ВВС Балтийского флота | -          |
| 01.10.1942 года | Балтийский флот | -     | -      | 15-й авиационный полк ВВС Балтийского флота | -          |
| 01.11.1942 года | Балтийский флот | -     | -      | 15-й авиационный полк ВВС Балтийского флота | -          |